# Samurai (film fra 2006)
|  | Denne artikel er oprettet af botten Steenthbot ud fra en ekstern database. Den kan derfor have sproglige fejl eller mangler. Denne skabelon kan fjernes efter kontrol af indholdet. |

 For alternative betydninger, se Samurai (flertydig). (Se også artikler, som begynder med Samurai)
Samurai er en dansk kortfilm fra 2006 instrueret af Lasse Kragh.

## Handling
Nicki går til Aikido og har et samuraisværd på loftet. Han bor med sin far i et almindeligt parcelhus, men hans liv er ikke helt så almindeligt.

## Medvirkende
- Mads Duelund, Nicki
- Andreas Buchtrup Andersen, Troels
- Jens Bo Jørgensen, Faderen
- Tobias Petersen, Bølle #1
- Alexander Rohde, Bølle #2
- Malthe Miehe-Renard, Bølle #3
- Ellen Hillingsø, Lærerinde
- Inge Duelund, Sagsbehandler